# Massacre de Janaúba
O massacre de Janaúba foi um massacre escolar ocorrido no dia 5 de outubro de 2017, em uma creche municipal no município de Janaúba, no estado brasileiro de Minas Gerais.
O vigilante noturno da creche Gente Inocente, no bairro Rio Novo, ateou fogo em si mesmo, em uma professora e em várias crianças, o que causou várias mortes.

## Ataque
Na manhã de 5 de outubro de 2017, o vigilante noturno do Centro Municipal de Educação Infantil Gente Inocente, Damião Soares dos Santos, de 50 anos, chegou à creche dizendo que ia entregar um atestado médico. Depois de entrar, ele invadiu uma sala de aula, onde dezenas de crianças entre 3 e 7 anos de idade estavam participando de atividades normais da escola. Ele então trancou a porta e lançou combustível sobre várias crianças, funcionários e sobre si próprio, ateando fogo em seguida. De acordo com o delegado regional Bruno Fernandes, ele chegou a abraçar algumas crianças no meio das chamas.
Como resultado da sua ação, um incêndio tomou conta das dependências, morrendo no local quatro crianças, e deixando dezenas de feridos. Mais seis crianças, as professoras Heley de Abreu e Jéssica Morgana, a auxiliar Geni Oliveira, e o próprio agressor morreram, depois de serem socorridos, totalizando quatorze mortos.
Parte dos feridos teve o quadro agravado pela inalação de fumaça. Algumas vítimas foram transferidas para a Santa Casa de Montes Claros, a cerca de 130 km de Janaúba. As vítimas com queimaduras mais graves foram transferidas, utilizando-se aeronaves, para o Hospital João XXIII, em Belo Horizonte, a cerca de 550 km e que tem atendimento especializado em queimaduras.

## Responsável
O vigia Damião Soares dos Santos, nascido em 21 de maio de 1967 na cidade de Porteirinha, que faz divisa com Janaúba, escolheu o aniversário de três anos de morte do pai para o incêndio na creche. A polícia encontrou galões de gasolina em sua casa e, dois dias antes do incêndio, ele falou à família que iria morrer e que iria dar aquele "presente" aos parentes. Ele era caçula entre os irmãos de uma família pobre de sete mulheres e quatro homens. Era um indivíduo discreto e que vendia para as crianças picolés feitos por ele mesmo.
Damião era funcionário efetivo da prefeitura desde 2008 e estava afastado da creche desde julho, primeiro por conta de férias e depois alegando problemas médicos. Uma de suas irmãs alegou que o vigia vinha apresentando problemas mentais que começaram depois que o pai morreu. Em 2014 ele procurou o Ministério Público Estadual, que o encaminhou para o Centro de Atenção Psicossocial (CAPS) de Janaúba, mas Damião recusou o tratamento.
Ele nunca se casou ou teve filhos, e a casa de dois cômodos onde morou nos últimos anos era, de acordo com o delegado, "totalmente insalubre e inóspita". Nas buscas realizadas no imóvel, os agentes da Polícia Civil encontraram anotações com textos confusos e pouco concatenados, contendo referências ao Estatuto da Criança e do Adolescente. Uma nota da Polícia Civil chegou a falar que o vigia era "obcecado por crianças".

## Repercussão
O prefeito de Janaúba, Carlos Isaildon Mendes (PSDB), classificou a tragédia como "catastrófica". Ele pediu ajuda ao governo estadual, que disponibilizou helicópteros e hospitais, e a municípios vizinhos, que forneceram ambulâncias e o estoque de medicamentos para queimados. O governador Fernando Pimentel decretou luto oficial de três dias e determinou que todas as forças de segurança e de saúde do estado trabalhem no atendimento às vítimas e na investigação, além da criação de um posto de comando emergencial na cidade.

Professora Heley de Abreu Silva Batista.

Em uma postagem no Twitter o presidente Michel Temer disse: "Eu que sou pai imagino que esta deve ser uma perda muitíssimo dolorosa. Espero que essas coisas não se repitam no Brasil. Lamento imensamente essa tragédia com as crianças em Janaúba (MG). Quero expressar minha solidariedade às famílias."
Em 8 de outubro, Temer concedeu à professora Heley de Abreu Silva Batista, que morreu no incêndio, a Ordem Nacional do Mérito. Em nota, a Secretaria de Comunicação Social da Presidência da República disse que "a homenagem é concedida a pessoas que deram exemplos de dedicação e serviço ao País e à sociedade brasileira" e que "este é o caso da Professora Heley Batista, que sacrificou sua própria vida para salvar a vida de seus alunos, em um gesto de coragem e de heroísmo que emocionou a todos", completou. A professora ficou conhecida por ter conseguido salvar parte das crianças que estavam na creche e também por ter lutado contra o vigilante que provocou o incêndio.
O governo federal também liberou 8,7 milhões de reais para a reconstrução da creche incendiada e para a construção de outras duas instituições de ensino, sendo que uma delas iria receber o nome da professora Heley Batista. Também será construído um memorial em homenagem às vítimas.
A imprensa internacional também repercutiu o ataque à creche de Janaúba. A rede britânica BBC destacou que vídeos mostram as cenas de caos na área de fora da creche e que 40 pessoas foram levadas a hospitais. O jornal estadunidense The New York Times e o canal de notícias CNN também relataram a situação, dando destaque para o fato de o homem ser funcionário do local. O jornal argentino La Crónica destacou que as crianças morreram após um homem ter "enlouquecido" e colocado fogo em uma creche.

## Indenização
A Defensoria Pública do Estado de Minas Gerais interpôs ação civil pública contra o município de Janaúba pedindo indenizações por danos morais, patrimoniais e estéticos às vítimas e familiares. O defensor público Gustavo Dayrell afirmou que, "em virtude da posição de garantidor, o município é responsável pela incolumidade física das crianças enquanto estiverem nas dependências da creche, respondendo por qualquer lesão sofrida, seja qual for sua natureza", e que o vigia era servidor público municipal. Apontou ainda omissão por parte da prefeitura de Janaúba, que permitia o funcionamento da creche mesmo sem alvará do Corpo de Bombeiros, e que esta não tinha saída de emergência. 
A Prefeitura de Janaúba assinou um Termo de Ajustamento de Conduta (TAC) com o Ministério Público de Minas Gerais (MPMG) para o pagamento de indenizações às vítimas do incêndio, ressaltando que "o pagamento antecipado das indenizações não implica qualquer confissão ou declaração de que o Município de Janaúba/MG tenha agido com culpa ou de qualquer forma concorrido para o mencionado incêndio".